# Toranomon Hills
Toranomon Hills (虎ノ門ヒルズ?, Toranomon Hiruzu) è un grattacielo costruito dalla Mori Building nel quartiere di Toranomon a Minato, Tokyo, in Giappone.
Progettato dalla Nihon Sekkei, è costruito attorno alla nuova Loop Road n. 2, che collegherà i quartieri di Shinbashi e Toranomon.
È l'edificio più alto di Tokyo con un'altezza architettonica di 255,5 m.
Il complesso ha un logo composto da quattro barre verticali nere che formano una lettera "M" (e che assomiglia anche aL kanji 門 di Toranomon). Ha anche una mascotte chiamata Toranomon (トラのもん?) che è stata sviluppata da Fujiko Pro, la società che possedeva i diritti del personaggio dei manga giapponesi Doraemon.